# Novoplatnírovskaya
Novoplátnirovskaya (del ruso: Новопла́тнировская) es una stanitsa del raión de Leningrádskaya del krai de Krasnodar, en Rusia. Está situada a orilla del río Chelbas, 24 km al sur de Leningrádskaya y 122 km al norte de Krasnodar, la capital del krai. Tenía 3 369 habitantes en 2010.
Es cabeza del municipio Novoplatnirovskoye, al que pertenece asimismo Lenina.

## Historia
Fue fundada por cosacos en 1883.

## Demografía
| 2002  | 2010  |
| ----- | ----- |
| 3 937 | 3 369 |

### Composición étnica
De los 3 937 habitantes que había en 2002, el 95.8 % era de etnia rusa, el 2.0 % era de etnia ucraniana, el 0.5 % era de etnia bielorrusa, el 0.4 % era de etnia armenia, el 0.3 % era de etnia georgiana, el 0.3 % era de etnia tártara, el 0.2 % era de etnia alemana, el 0.1 % era de etnia azerí y el 0.1 % era de etnia griega.